# Anoectochilus setaceus
Anoectochilus setaceus es una especie de orquídea perteneciente a la familia  Orchidaceae.

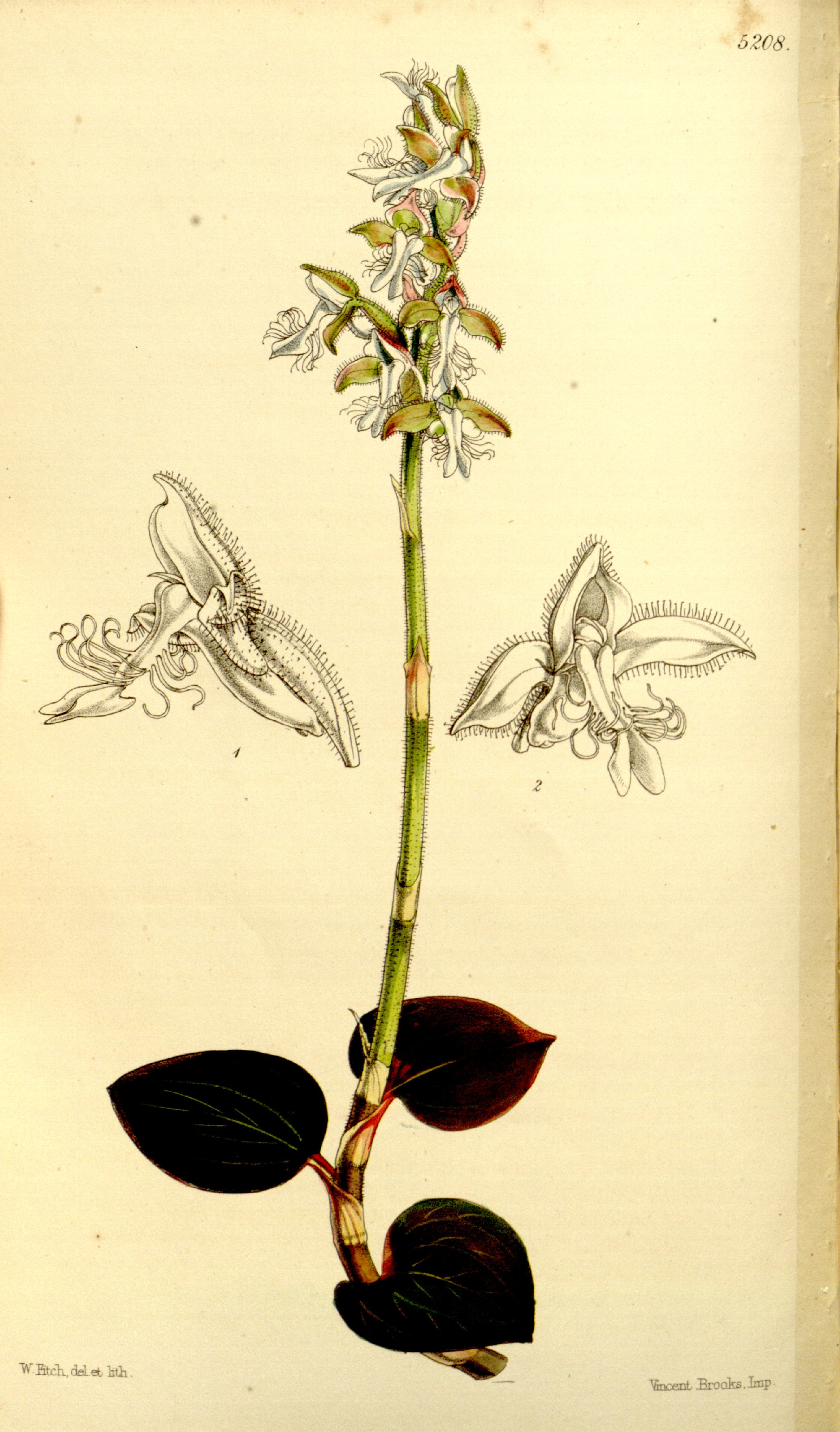
Ilustración

## Descripción
Es una orquídea de tamaño pequeño, que prefiere el clima cálido con un hábito  terrestre con hojas subcordadas a ovado-agudas, aterciopeladas, de color verde lima reticulado con ráfagas de oro y negro en la parte inferior. Florece en una inflorescencia de 25 cm de largo, con flores que abren sucesivamente y aparecen en el verano.

## Distribución
Se encuentra en Yunnan, China, Assam en India, Bangladés, Himalaya, Nepal, el Himalaya occidental, Sri Lanka, Myanmar, Tailandia, Vietnam, Sumatra y Java en el árbol de hoja perenne de hoja ancha, bosques primarios, en suelos húmedos humedecido por la niebla, a lo largo de cursos de agua y salpicaduras pronunciadas en elevaciones de 1200 a 1800 metros como reptante, ascendente, en grietas húmedas rico en humus.

## Taxonomía
Anoectochilus setaceus fue descrita por Carl Ludwig Blume y publicado en Bijdragen tot de flora van Nederlandsch Indië 411. 1825.
Etimología
Anoectochilus (abreviado Anct.): nombre genérico que procede del griego:  ἀνοικτός "aniktos" = "abierto" y de χεῖλος "cheilos" = "labio", en referencia al aspecto amplio del labelo debido a una doblez de la flor que dirige la parte del labelo hacia abajo.
setaceus: epíteto latino que significa "erizada".
Sinonimia
- Anoectochilus aureus K.Koch & Lauche
- Anoectochilus frederici-augusti Rchb.f.
- Anoectochilus latomaculatus Blume
- Anoectochilus lobbianus Planch.
- Anoectochilus regalis H.Low ex C.Morren
- Anoectochilus regalis Blume
- Anoectochilus roxburghii (Wall.) Lindl.
- Anoectochilus roxburghii (Wall.) Lindl. ex Wall.
- Anoectochilus setaceopictus K.Koch & Lauche
- Anoectochilus setaceus Lindl.
- Anoectochilus xanthophyllus Planch.
- Anoectochilus yungianus S.Y.Hu
- Chrysobaphus roxburghii Wall.
- Orchis picta Reinw. ex Lindl.
- Zeuxine roxburghii (Wall.) M.Hiroe[3][4]